# 張養蒙
張養蒙（1551年—1605年），字泰亨，號見冲，山西澤州人，明朝政治人物。萬曆丁丑進士，由庶吉士授禮科給事中，多有建言。官至戶部侍郎。

## 生平
萬曆元年（1573年）癸酉科山西鄉試第三名，萬曆五年（1577年）登丁丑科三甲七十七名進士。改翰林院庶吉士，七年九月授禮科给事中，历升刑科左给事中，十年四月奉使册封秦藩，便道過家，五月丁母憂。守制三年後，十四年復除吏科左给事中，十六年九月升工科都給事中，十八年二月升河南布政使司左參政，入为太僕寺少卿、大理寺左少卿，二十一年正月升南京都察院右佥都御史、提督操江，二十三年春历升都察院左佥都、左副都御史，二十四年二月奉命清理军政贴黄，二十六年升戶部右侍郎。当时明军援助朝鲜抗日，张养蒙负责督理東征粮饷，二十七年回部管事。
萬曆三十年（1602年）三月初二日，神宗以“今帑藏空虛，邊餉告急，戶部堂官互相嫌疑推委，借詞告病，不肯代君分憂，誤軍國大事”為由，勒命养蒙與户部尚书陳蕖同时致仕。三十三年卒于家，天啓初，賜諡毅敏。《明史》有传。

## 著作
張養蒙與孫丕揚交好，撰《五德之运考》。有《張毅敏集》。

## 家族
曾祖父張擴；祖父張穩；父張四維，號晉山，儒官，封礼科给事中。母薛氏，封孺人。兄張啓蒙。子张光房，万历辛丑进士，歷官光禄寺少卿，以忤时政归。次子张光斗，刚直有父风。张光奎，殉寇难。

## 延伸阅读
[在维基数据编辑]
 《明史卷二百三十五》，出自《明史》